# Жбанов, Владимир Иванович
Влади́мир Ива́нович Жба́нов (бел. Уладзімір Iванавіч Жбанаў; 26 января 1954, Минск — 16 января 2012, Минск) — белорусский скульптор.

## Биография

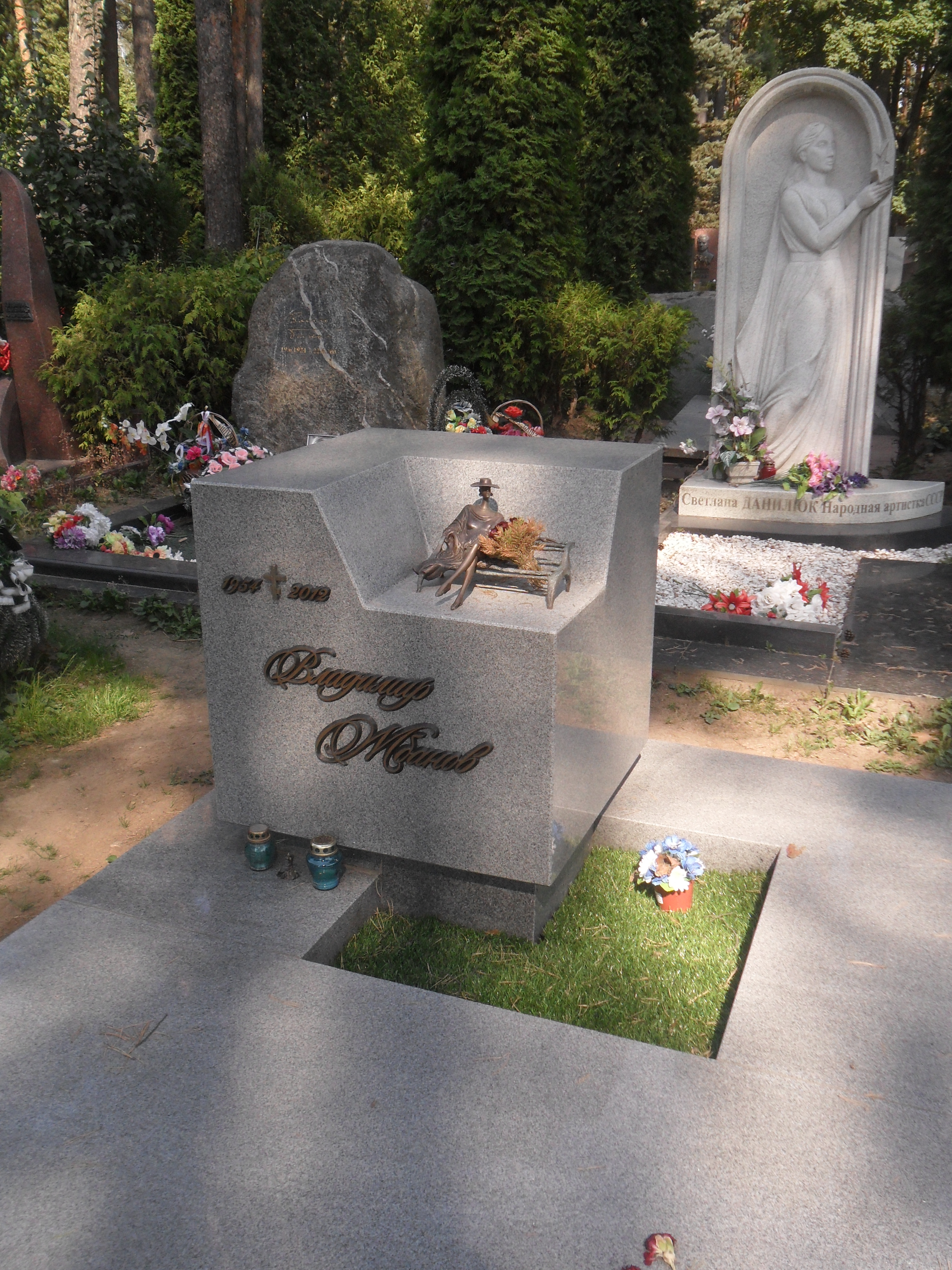
Могила Жбанова на Восточном кладбище Минска

Родился 26 января 1954 года в городе Минске в семье военного. С детства увлекся лепкой.
В 1973 году окончил Минское художественное училище имени Глебова. В 1979 году окончил Белорусский государственный театрально-художественный институт (отделение скульптуры художественного факультета). Служил в Афганистане. После армии три года учился в творческих мастерских Академии художеств СССР (1983 г.). 1985—1998 гг. преподаватель высшей категории в Минском художественном училище имени Глебова.
С 1993 года являлся членом Белорусского союза художников.
Умер от острого панкреатита 16 января 2012 года в Минске. Похоронен на центральной аллее Восточного кладбища.

## Премии и награды
- В 2001 году на выставке «Высокие технологии» (номинация «Лучшее авангардное решение») в Санкт-Петербурге удостоен первой премии и медали[1].
- 2004 год — медаль Белорусского союза художников.
- 2005 год — почётная грамота Минского городского Совета народных депутатов.

## Семья
Был женат, имел сына и двух дочерей. Жена — дизайнер, сын и дочери также посвятили себя искусству.

## Творчество
Принял участие в работе над памятниками погибшим воинам-интернационалистам (в Светлогорске, Витебске, Глубоком, конец 1980-х), над архитектурным ансамблем в честь героев Великой Отечественной войны (под Гомелем, в соавторстве с А. Лыщиком). 
Являлся признанным мастером, его работы украшают центральные места белорусской столицы. Герб Республики Беларусь на здании Национального банка (1996), эмблем-картушей на стадионе «Динамо». Первой появилась скульптура «Девушка на скамейке» («Минчанка») в Михайловском сквере, затем «Прикуривающий» (у проекта был меценат). После трагедии в подземном переходе минского метро, когда в давке, возникшей из-за дождя, погибло 53 человека, большинство из которых молодые девушки, появилась скульптура «Девочка с зонтиком». Позднее скульптор выполнил такие заказы Мингорисполкома, как «Фотограф», «Дама с собачкой», «Лошадь», «Гуси в фонтане» (в соавторстве с Евгением Колчевым и Александром Тухто), «Банщик», а также скульптуру «Звездочёт» в Могилёве.
Работы скульптора украшают не только Минск, но и другие города Белоруссии и зарубежья: Бобруйск, Лиду, Могилёв, Витебск, Гомель, Светлогорск (Гомельская область), Глубокое (Витебская область), Молодечно, Подмосковье, в Дюссельдорф, Павлоград (Днепропетровская область, Украина).

## Наиболее известные работы
Установленные в Минске:

Скульптура «Зодчий» на площади Независимости в Минске

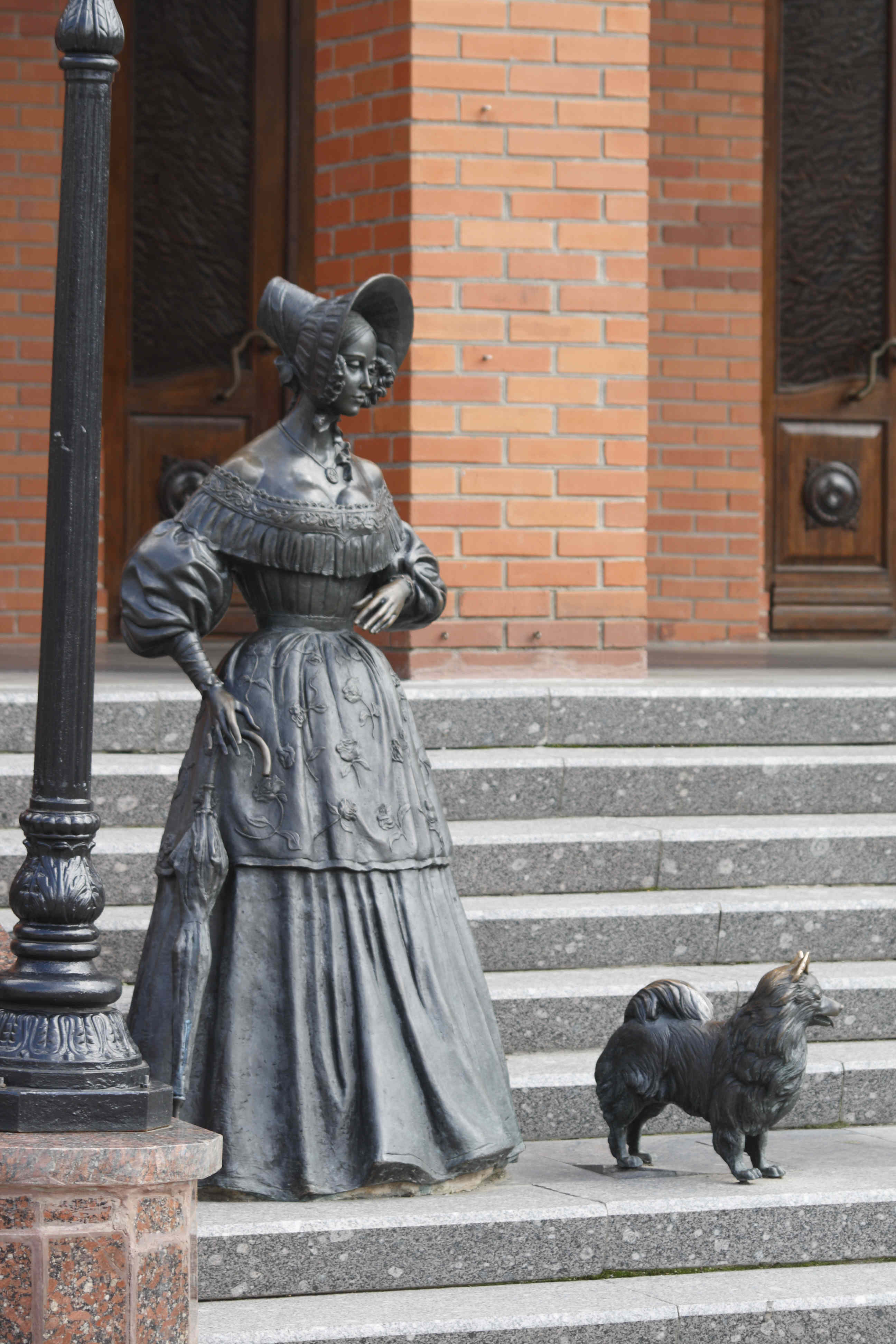
Скульптура «Дама с собачкой» у драмтеатра в Могилёве.

- «Таня» (1981) — Национальный художественный музей Республики Беларусь
- «Вера Хоружая» (1982) — Национальный художественный музей Республики Беларусь
- Герб Республики Беларусь (1996) — здание Национального банка Республики Беларусь
- «Незнакомка» (1998) — Михайловский сквер
- «Прикуривающий» (1999) — Михайловский сквер
- «Девочка с зонтиком» (2000) — Михайловский сквер
- «Дама с собачкой» (2001) — Комаровский рынок
- «Фотограф» (2001) — Комаровский рынок
- «Лошадь» (2001) — Комаровский рынок
- «Экипаж» (2004) — карета губернатора Корнеева перед зданием Ратуши
- «Банщик» (2004) — городская баня № 7
- «Греческая богиня» (2005) — «Мир фитнеса»
- «Почтальон» (2005) — кинотеатр «Октябрь» (совместно со скульптором Евгением Колчевым)
- «Зодчий» (2006) — площадь Независимости
- «Маленький генерал» (2008) — у входа в Минское суворовское военное училище
- «Мельница» (2008) — сквер Симона Боливара
- «Семья» (2011) — возле ЦУМа

Другие города
- Барановичи — «Лошадь»
- Бобруйск — «Маленький хоккеист»[2]
- Долгопрудный — «Губернаторская повозка», «Золушка», «Джон Сильвер», «Поручик Ржевский», «Ямщик»[3]
- Курск — «Поручик Ржевский» (с лошадью), «Губернаторская карета»
- Могилёв — «Дама с собачкой», «Звездочёт»
- Молодечно — «Глашатай» (бел. «Вястун») (2011, на площади «Старое Место»).
- Молодечно (на главной площади) — скульптура-фонтан «Золотой трилистник» (к «Дожинкам—2011»[4][5])
- Павлоград — «Памятник поручику Ржевскому» (2000-е гг.)[6]
- Тобольск — «Пара коней, запряжённых в экипаж»
- Химки — Мемориальный воинский комплекс «Доблесть и слава подразделений специального назначения России» (Памятник героям необъявленных войн)